# Chogha Bonut
Chogha Bonut (en persa, چغابنوت Čoḡā Bonut) és un jaciment arqueològic del sud-oest de l'Iran, situat a la província de Khuzestan. Es creu que el lloc ja estava ocupat des del 7200 aC, convertint-lo en el poble més antic del sud-oest de l'Iran. El jaciment es troba a uns 20 km al sud-est de Dezful i a 5 km a l'oest de Chogha Mish (Čoḡā Mīš), un altre jaciment històric.
Aquest assentament a la plana Susiana va tenir un paper important en la civilització primerenca d'Elam. Més tard, aquesta zona va passar a ser dominada per Susa. El lloc és important, ja que conserva un registre d'assentament del període preceramic a l'Iran.

## Descobriment
El lloc va ser descobert de forma accidental el 1976 quan es va anivellar el monticle per al desenvolupament de l'agroindústria. Helene J. Kantor, que aleshores treballava a Chogha Mish, es va dirigir ràpidament al lloc i va rebre un permís per investigar-lo.
Kantor va romandre dues temporades (1976/1977 i 1977/1978), però no va poder tornar el 1979 a causa de la Revolució iraniana. Abbas Alizadeh va continuar les investigacions al jaciment el 1996. Les seves troballes van ser publicades el 2003. És un dels pocs jaciments neolítics excavats des de la revolució iraniana.

## L'assentament
Al lloc es documenten cinc fases d'ocupació: 
1. la Fase aceràmica,
2. la fase Formativa de ceràmica,
3. la fase 0 de la Susiana arcàica (inclou el període Susiana primerenc, c. 5900 aC),
4. la fase Susiana mitjana tardana (c. 5200 aC)
5. la fase Susiana tardana 2. (c. 4400-4000 aC)[5]